# Lass-Micklatjärnen
Lass-Micklatjärnen är en sjö i Kalix kommun i Norrbotten och ingår i Kalixälvens huvudavrinningsområde.